# 篠崎ひめ
篠崎 ひめ（しのざき ひめ、1981年8月18日 - ）は大阪府出身の元ストリッパー。大阪東洋ショー所属。ファンからの愛称はひめぴょん。
1999年9月21日に大阪東洋ショーにてデビュー。
2012年10月10日に川崎ロック座にて引退。
身長152cm・スリーサイズはB83・W56・H88、血液型はB型。